# Daniel Pilarczyk
Daniel Edward Pilarczyk (ur. 12 sierpnia 1934 w Dayton, zm. 22 marca 2020 w Cincinnati) – amerykański biskup rzymskokatolicki, polskiego pochodzenia.

## Życiorys
Święcenia kapłańskie przyjął w Rzymie 20 grudnia 1959 z rąk kard. Grégoire-Pierre XV Agagianiana. Doktoryzował się w 1961 na Papieskim Uniwersytecie Urbaniana w Rzymie.

## Episkopat
12 listopada 1974 został nominowany biskupem pomocniczym Cincinnati oraz biskupem tytularnym Hodelm. Sakrę biskupią otrzymał 20 grudnia 1974 z rąk kardynała Josepha Bernardin. 30 października 1982 Jan Paweł II mianował go arcybiskupem Cincinnati. 21 grudnia 2009 złożył urząd ze względu na wiek emerytalny. Jego następcą został abp Dennis Schnurr.

## Odznaczenie
- Krzyż Oficerski Orderu Zasługi Rzeczypospolitej Polskiej (23 listopada 1993, za wybitne zasługi w działalności duszpasterskiej wśród Polonii amerykańskiej)[2]